# Palacio de los Gosálvez
El Palacio de los Gosálvez es un edificio de estilo francés versallesco, situado en el término municipal español de Casas de Benítez, en la provincia de Cuenca, junto al río Júcar que hace frontera con el municipio albaceteño de Villalgordo del Júcar.
El palacio es obra del arquitecto Luis Sainz de los Terreros y fue ordenado construir por Enrique Gosálvez y Fuentes Álvarez en 1902 junto con otras factorías en las proximidades del río Júcar. Abandonado en la década de 1960, por la decadencia de la familia Gosálvez y tras el fallecimiento en 1964 de Modesto Gosálvez y Fuentes Manresa, quien había sido diputado a Cortes en varias ocasiones por Cuenca durante la Segunda República, se encuentra bastante deteriorado.
El palacio y su entorno fueron comprados en 2006 para ser restaurados y convertidos en un complejo hotelero. En la actualidad se están llevando a cabo las obras para ello.

## Situación
Está situado en el término municipal de Casas de Benítez, al sur de la provincia de Cuenca, en el límite de ésta con la provincia de Albacete, dentro de la comarca de la Manchuela conquense.
El palacio está situado junto a la orilla del río Júcar, que en ese tramo marca el límite entre las provincias de Cuenca y Albacete. La localidad albaceteña de Villalgordo del Júcar es la más cercana, justo a la otra orilla del río.
Otras poblaciones cercanas, además del citado Villalgordo del Júcar, son Casas de Benítez a 11 km, y La Roda a 12 km.

## Características generales

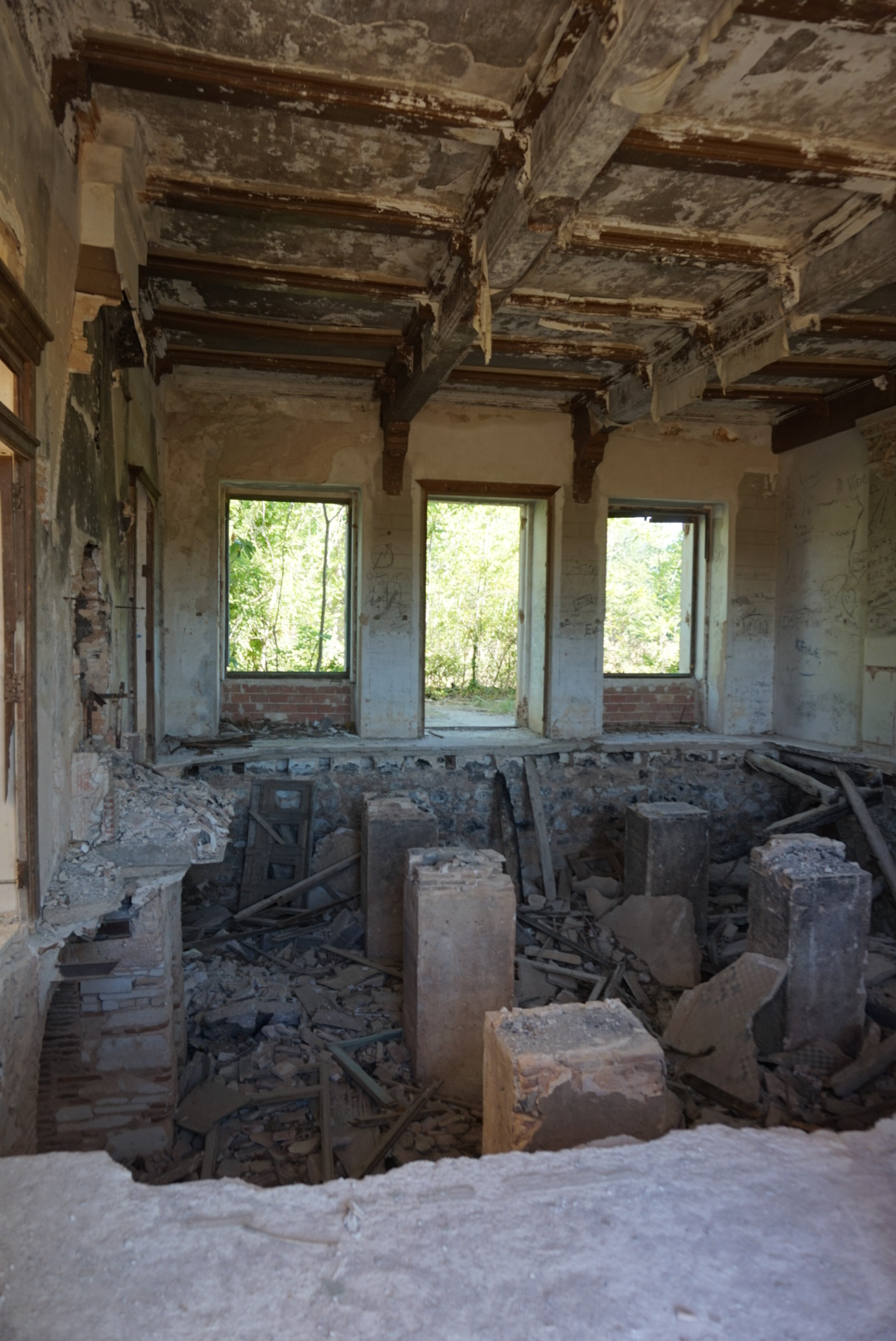
Interior

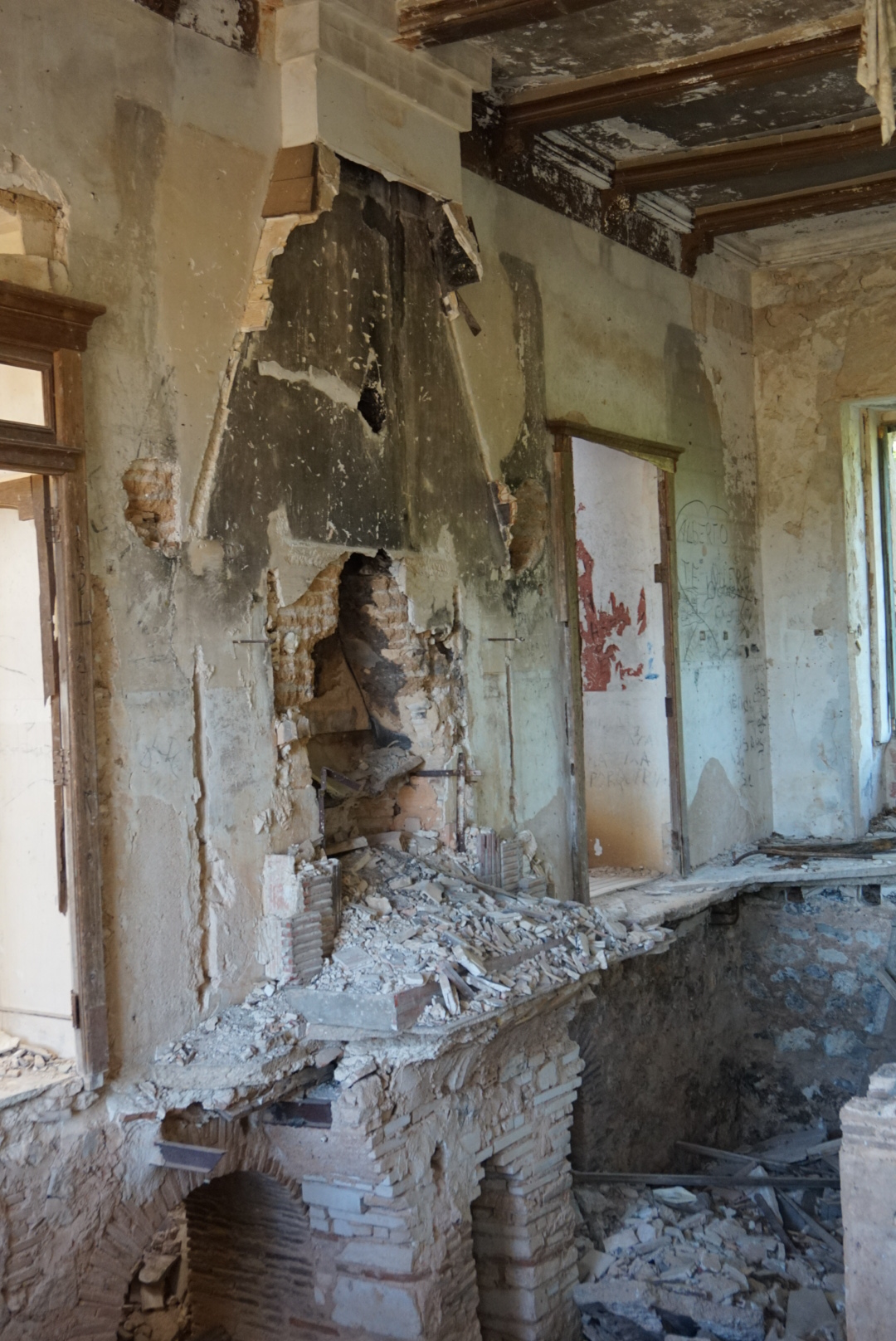
Chimenea

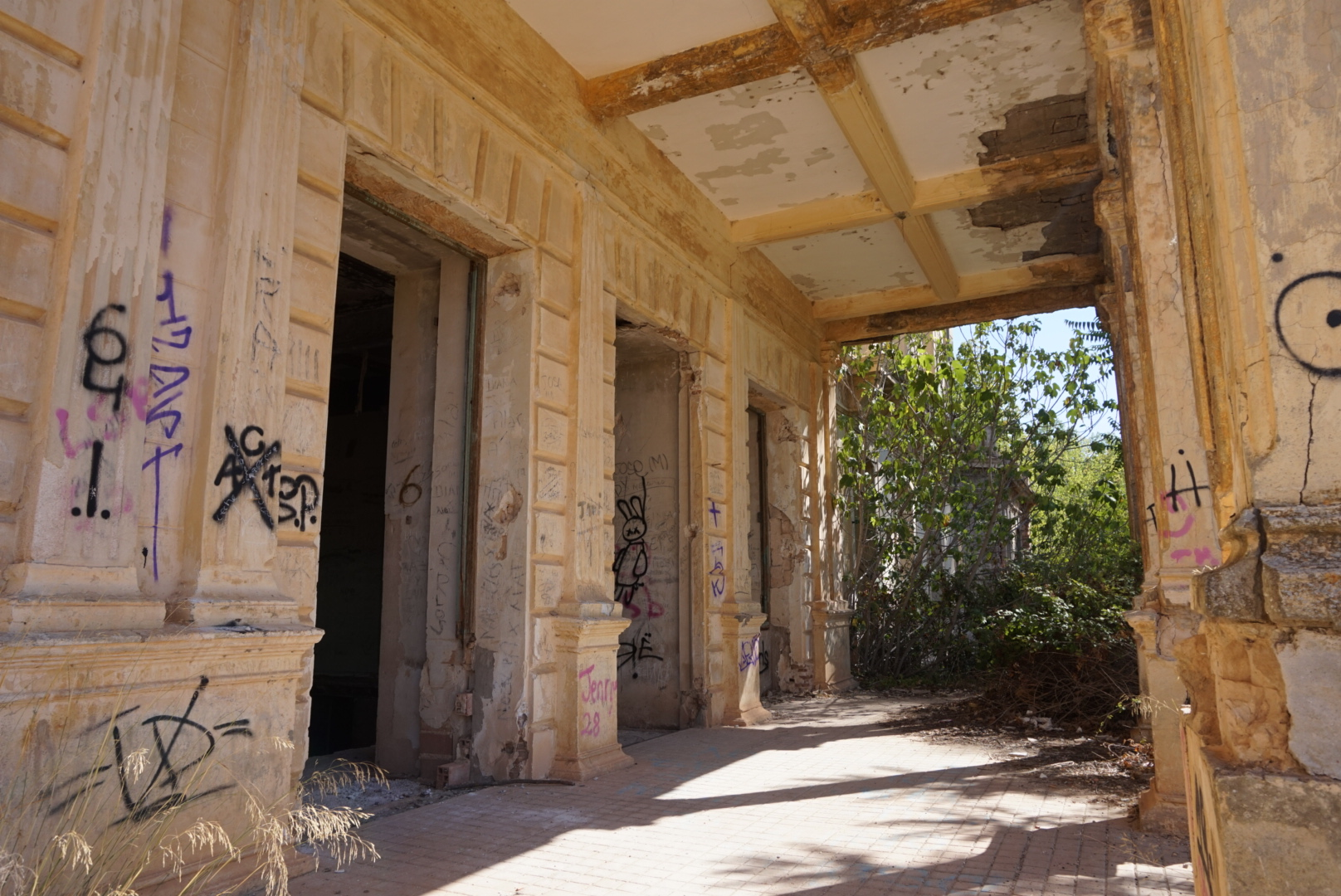
Patio trasero

El palacio de los Gosálvez sigue el estilo francés versallesco típico de los palacetes del norte de España a principios del siglo XX. El palacio consta del edificio central con tres plantas y dos alas en una planta, una a cada lado del edificio central. En el centro del conjunto se sitúa una fuente llamada "La Zarina" que fue regalada a los Gosálvez por Alejandra, la esposa del zar ruso Nicolás II. En la actualidad solo queda la base donde un día estuvo la fuente.
El palacio consta de 368 ventanas y se decía que tenía el mismo número de puertas. Además también cuenta con un gran número de habitaciones, un total de 20 estancias, de lo que se infiere con un rápido cálculo, que cada estancia tenía al menos 18 ventanas. Además fue declarado Bien de Interés Cultural el 16 de junio de 1993.

### Edificio central
Este consta de dos plantas y una tercera integrada en el tejado. Su planta mide 12,6 m de ancho por 32 m de largo. Además, el edificio cuenta con un gran balcón de 9 m de largo en su entrada principal y una pequeña torreta en el centro del tejado que sirve de mirador. El tejado era de zinc y fue saqueado al igual que gran parte del palacio, quedando solo el tejado de madera que estaba revestido de zinc.
En el interior, entrando por la puerta principal, nos encontramos con una gran entrada y una chimenea de carbón. También hay una escalera imperial, que está muy deteriorada, y otra escalera de caracol. El mobiliario fue saqueado y las decoraciones de techo y paredes están en muy mal estado.

### Ala izquierda
Tiene un ancho de 13 m por unos 40 m de largo, dando lugar a un espacio de 520 m². En el interior se encontraba una gran estancia llamada sala de los espejos. Esta contenía una fuente artificial y dibujos. También había otra estancia que contiene una chimenea con la insignia de Enrique Gosálvez.

### Ala derecha
Idéntica en dimensiones y distribución a la otra ala, esta sala contiene pequeñas habitaciones y aseos, una cristalera y la mayor entrada al sótano.

## Alrededores
En los alrededores se conservan los restos de lo que fue un pequeño complejo industrial surgido a mediados del siglo XIX y del que se conservan algunos restos.

### Papelera
Al lado del río Júcar se encuentran los restos de la papelera "Puente de Don Juan" instalada en el siglo XIX y que se convirtió en la segunda fábrica en España de papel continuo. Su producción fue trasladada al País Vasco durante la Guerra Civil y el edificio fue abandonado. A partir de este traslado el complejo del palacio empezó a decaer. En la actualidad solo quedan los cimientos.

### Paseos arbolados y caballerizas
Se conservan el paseo de palmeras traídas desde las colonias de América que conduce al palacio desde las caballerizas, además de otro paseo de plataneros de más de 150 años que se dirige a un "castillito" que era la entrada a las fábricas. En cuanto a las caballerizas el edificio está bien conservado porque estuvo habitado hasta la década de 1980.

### Aldea "Las Casillas"
"Las Casillas" era una aldea con una capilla en donde vivían los trabajadores de la fábrica y los sirvientes de palacio. En ella pudieron vivir más de 300 personas y contaba con escuela, botiquín y una capilla que está bien conservada en la actualidad.
Los habitantes de la aldea trabajaban en las fábricas, en la papelera o servían en el palacio.

### Fábricas
Situados al lado de la carretera CM-3114 antes de llegar a Villalgordo del Júcar, se encuentran los edificios que eran fábricas de conservas, de bebidas alcohólicas, una fábrica de harinas y otra de hilados.

### Central hidroeléctrica
Por último queda la central hidroeléctrica, todavía en funcionamiento, que suministra en la actualidad electricidad a Villalgordo del Júcar. Esta se sirve del río Júcar para su funcionamiento y data del siglo XIX.
Gracias a esta central, Villalgordo del Júcar se convirtió en el primer pueblo de España en tener luz eléctrica.

### Entorno natural
El entorno natural del palacio está algo descuidado a causa del abandono del lugar pero está bastante bien conservado dadas las circunstancias. El palacio y su entorno está rodeado por una gran cantidad de chopos, arbustos y hierbas altas. En toda esta zona abunda el pino mediterráneo formando pequeños pinares. Hasta hace poco había un bosque pequeño al lado, el cual fue talado y convertido en campos de cultivo.

## Restauración
Para conseguir la restauración del complejo fue creada por un grupo de vecinos de Villalgordo del Júcar, la "Asociación Amigos del Palacio de los Gosálvez y su entorno" que consiguió su objetivo en julio de 2006 cuando se realizó la compra. El palacio de los Gosálvez y todos sus edificios anexos, fueron adquiridos por la familia Núñez Ruiz, propietarios de un hotel en la localidad cercana de La Roda. Actualmente se está trabajando en un proyecto que dinamizará todo este espacio y sus alrededores y se completará con la rehabilitación de los inmuebles y de todos los jardines que les rodean. Con esto se recupera este complejo declarado Bien de Interés Cultural con la categoría de monumento, un complejo industrial de mediados del siglo XIX que es único en Castilla-La Mancha.
La idea fue convertir el palacio en un hotel, con unos salones de boda anexos y en las cercanías un campo de golf y 12 o 15 bungalows. El terreno en total cuenta con 12 hectáreas de extensión, y los compradores han mantenido que no se realizará prácticamente ninguna edificación aparte de las ya existentes, con el fin de respetar al máximo la belleza y el encanto original.
Las obras de limpieza empezaron en 2007 y dada su complejidad, tardará varios años en estar funcionando a pleno rendimiento.